# عات (ملكة)
عات ، هي ملكة مصرية قديمة غير حاكمة أو زوجة ملك من الأسرة الثانية عشرة ، و من بين جميع زوجات الملك أمنمحات الثالث ، لا يعرف عنها بشيء من اليقين لعلماء المصريات حالياً سوى اسمها فقط.

## مقبرتها
دفنت عات تحت هرم زوجها في دهشور مع ملكة أخرى اسمها مفقود. و تقع حجرة الدفن تحت الجانب الجنوبي من الهرم، وقد تم وضع صندوق الأواني الكانوبية في مكان فوق المدخل.
و على الرغم من أن القبر قد سرق في العصور القديمة، وجد علماء الآثار تابوتها وباباً كاذباً ومائدة قرابين بالإضافة لبضع القطع من معدات الدفن، مثل سبعة أطباق من المرمر في شكل البط، واثنين من رؤوس الصولجانات، وقطع من المجوهرات، وواحد من الأة اني الكانوبية . و من بين الأغراض في حجرة دفن الملكة الأخرى المدفونة في الغرفة المجاورة، كانت أحجار السبج البركاني وأوان مرمرية، ورؤوس صولجانات جرانيتية ومرمرية و بعض المجوهرات، جنبا إلى جنب مع قطعة من ضريح حجري صغير. و كانت عات بعمر حوالي 35 عاما عند وفاتها، وكانت الملكة الأخرى حوالي 25 ، فقد تم العثور على عظامهما.

## ألقابها
- زوجة الملك.
- المتحدة مع التاج الأبيض.[1]